# Tammemäe
Tammemäe  – wieś w Estonii, w prowincji Harju, w gminie Saku.